# Тейлор, Фред (легкоатлет)
Фредерик (Фред) Тейлор (англ. Frederick 'Fred' Taylor; род. 5 ноября 1957) — американский легкоатлет, специалист по бегу на короткие дистанции. Входил в число сильнейших спринтеров США конца 1970-х — начала 1980-х годов, чемпион Универсиады в Мехико, призёр крупных международных турниров и первенств национального значения.

## Биография
Фред Тейлор родился 5 ноября 1957 года.
Впервые заявил о себе в лёгкой атлетике на национальном уровне в сезоне 1978 года, когда на чемпионате США в Уэствуде стал бронзовым призёром в беге на 200 метров.
В 1979 году вместе с соотечественниками Клиффом Уайли, Ронни Харрисом и Стэном Винсоном одержал победу в эстафете 4 × 400 метров на VII летней Спартакиаде народов СССР в Москве. Будучи студентом, представлял страну на Универсиаде в Мехико — в эстафете 4 × 100 метров в финал не вышел, тогда как в эстафете 4 × 400 метров превзошёл всех соперников и завоевал золото (при этом его напарниками были Лесли Керр, Ронни Харрис и Уолтер Маккой).
Став третьим в беге на 200 метров на национальном олимпийском отборочном турнире в Юджине, в 1980 году Тейлор должен был принять участие в Олимпийских играх в Москве, однако Соединённые Штаты вместе с несколькими другими западными странами бойкотировали эти соревнования по политическим причинам. Вместо этого он выступил на альтернативном турнире Liberty Bell Classic в Филадельфии, где выиграл серебряную медаль на дистанции 200 метров и победил в эстафете 4 × 400 метров. Впоследствии оказался в числе 461 спортсмена, кого за пропуск Олимпиады наградили Золотой медалью Конгресса США.
В 1981 году в беге на 200 метров победил на двух международных турнирах во Франции.
Завершил спортивную карьеру по окончании сезона 1983 года.